# 北海道道1118号兜沼停车场线
北海道道1118号兜沼停车场线（日语：北海道道1118号兜沼停車場線）是一条位于北海道天鹽郡丰富町的普通道级道路（北海道道）。

## 道路概况
- 起点：北海道天塩郡丰富町兜沼（JR北海道 兜沼站）
- 終点：北海道天塩郡丰富町開源（国道40号交点）
- 总距离：3.8千米

## 经过的自治体
- 宗谷综合振兴局
  - 天塩郡丰富町

## 主要连接道路
- 北海道道510号抜海兜沼停车场线（起点 - 丰富町兜沼）：重複
- 北海道道616号上勇知兜沼停车场线（起点 - 丰富町兜沼）：重複
- 国道40号（终点）

## 历史
- 1994年（平成6年）4月1日 - 路線勘定（北海道告示第503号）